# Helga von Strachwitz
Helga von Strachwitz, auch Helga Gräfin Strachwitz,  (* 16. Juli 1940 in Düsseldorf; † 11. April 2025) war eine deutsche Diplomatin.

## Leben
Von Strachwitz studierte Volkswirtschaftslehre an der Rheinischen Friedrich-Wilhelms-Universität Bonn und der Universität Innsbruck und schloss ihr Studium 1965 mit der Promotion in Politikwissenschaft ab. Sie trat 1966 wie ihre ältere Schwester Wiltrud Holik in den auswärtigen Dienst und durchlief eine Ausbildung zur Attachée. Von 1969 bis 1973 war sie bei der Regierung der Türkei akkreditiert, von 1973 bis 1979 war sie Kulturattachée der deutschen Botschaft in Ägypten. Von 1982 bis 1986 war sie an der Botschaft der Bundesrepublik Deutschland in Nairobi stellvertretende Botschafterin. Von 1986 bis 1994 leitete sie im Auswärtigen Amt in Bonn das Referat Ostafrika und Zaire. Nachdem ihre Kinder die Schule beendet hatten und sie von ihrem Mann geschieden war, wurde sie 1994 zur Botschafterin im Jemen ernannt.
Am 5. Mai 1995 unterrichtete von Strachwitz den jemenitischen Minister für Sicherheit und Verteidigung über das Interesse der Bundesregierung an Johannes Weinrich. Weinrich wurde am 1. Juni 1995 in Aden bei der Gartenarbeit verhaftet und auf ein entsprechendes Ansuchen der Regierung der Bundesrepublik Deutschland bei der Regierung von Ali Abdullah Salih ausgeliefert. Im Herbst 1998 explodierte eine Bombe gegenüber der Botschaft und tötete drei Menschen. Im Dezember 1998 waren vier deutsche Touristen von Stammeskriegern gekidnappt worden. In ihrer Amtszeit gab es acht Fälle, in denen Bundesbürger entführt wurden. Von 1999 bis 2002 leitete sie im Auswärtigen Amt in Berlin die Abteilung Afrika. Von 2002 bis 2006 war sie Botschafterin in Äthiopien.

## Ehrungen und Auszeichnungen
- 1999: Medal of Unity (Jemen)[5]
- Verdienstorden der Bundesrepublik Deutschland (Verdienstkreuz 1. Klasse)